# Avenue Henri Schoofs
L'avenue Henri Schoofs est une rue bruxelloise de la commune d'Auderghem qui relie la chaussée de Wavre au boulevard du Triomphe sur une longueur de 90 mètres.

## Historique et description
À l'origine rue d'Ixelles, elle rejoignit Auderghem en 1890.
Sur la carte de de Ferraris (1771), elle est un court tronçon d’un long chemin traversant les bois du Mesdael et du Solbosch. 
Dans l’Atlas des Communications (1843), il est répertorié sous le no 23 et le nom Terkammerendreef (drève de la Cambre). Ce tronçon fut réaménagé en 1913, lors de la construction du nouveau quartier des brasseries de la Chasse Royale. 
Baptisée le 9 mai 1913, elle reçut le nom d’un ancien échevin d’Auderghem, Henri Schoofs.
- Premier permis de bâtir avant 1913 pour le no 7, réalisé en 1908.